# Guglielmo d'Accursio
Guglielmo d'Accursio (o d'Accorso), latinizzato come Guillelmus Accursius (Bologna, 1246 – Cahors, 1313) è stato un giurista italiano.
Figlio di Accursio, fratello di Cervotto e Francesco, fu autore di commenti alle Istituzioni, disputationes et quaestiones.

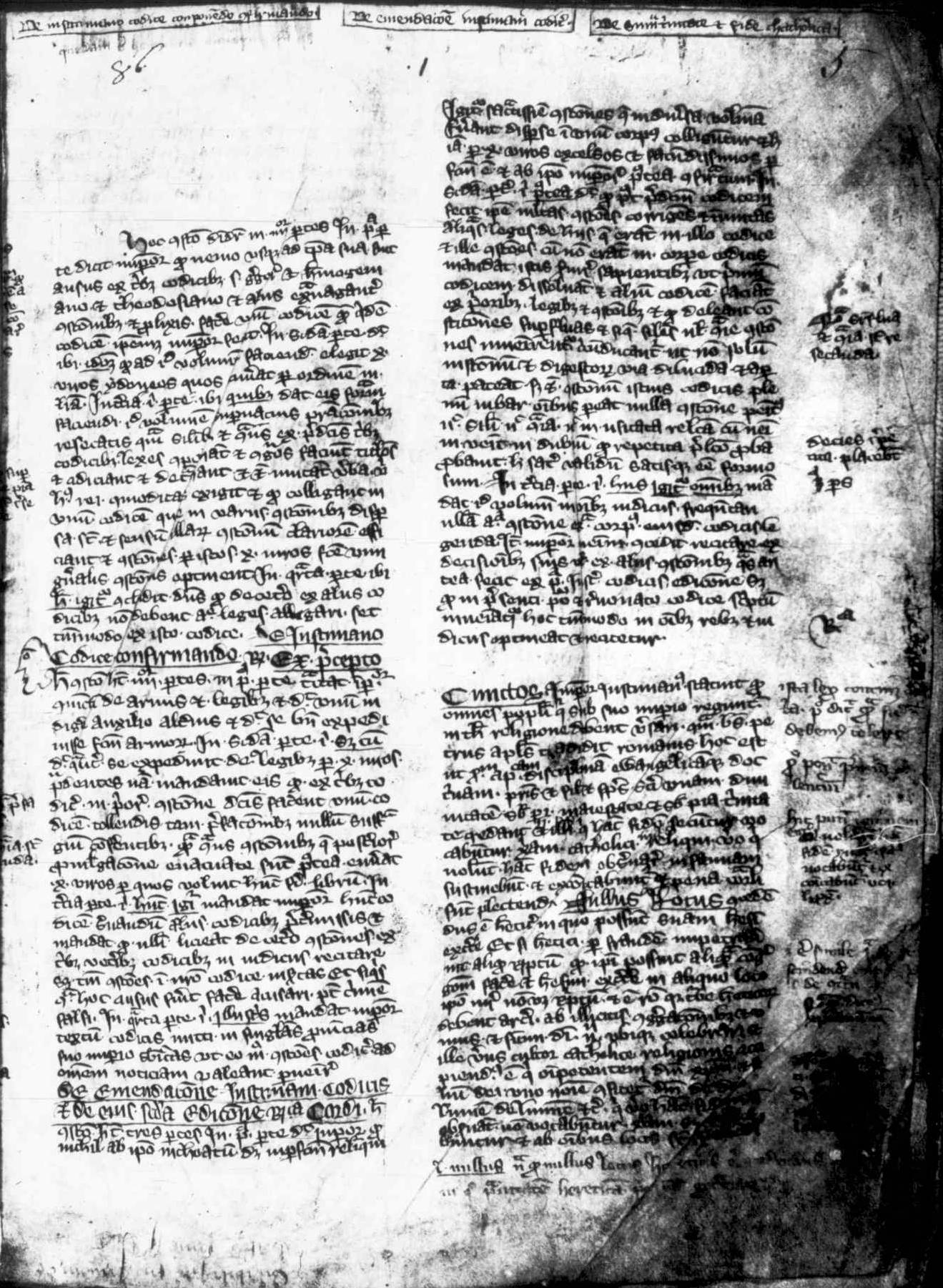
Casus Codicis, manoscritto, XIII secolo. Cambridge, Gonville and Caius College Library.

Nel 1273 acquisto dal fratello Cervotto 63 volumi appartenuti al padre (opere sue e di altri autori) per produrne copie.

## Opere

### Manoscritti
- Casus Codicis, XIII secolo, Cambridge, Gonville and Caius College Library, Manuscripts, 123/60,  pp. 5-340.
  -  Casus Codicis, XIV secolo, Erlangen, Universitätsbibliothek Erlangen-Nürnberg, Handschriften, 373 (antea 331).
- Casus Institutionum et Codicis, circa 1300, Graz, Universitätsbibliothek, Handschriften, Ms 117,  ff. 1-167.
- Casus Institutionum, XIV secolo, Bernkastel-Kues, Sankt Nikolaus-Hospital Cusanusstiftsbibliothek, Handschriften, 248 (antea Ius canon. 26),  ff. 40-73.